# Get Down Tonight
Get Down Tonight is een nummer van de Amerikaanse band KC and the Sunshine Band uit 1975. Het is de eerste single van hun titelloze tweede studioalbum.

## Achtergrondinformatie
Het nummer zou oorspronkelijk "What You Want Is What You Get" heten, maar de band veranderde de titel later in "Get Down Tonight". Het nummer bevat een aantal standaard kenmerken van een disconummer, zoals een hoog tempo en een tekst met veel herhaling. In de tekst probeert de liedverteller een meisje zover te krijgen om met hem te dansen, en daarna de liefde te bedrijven. Schrijvers Harry Wayne Casey en Richard Finch lieten zich voor het nummer beïnvloeden door de muziek en cultuur van de nachtclubs in Miami in die tijd. Daarnaast baseerden ze zich ook op wat er op dat moment in de hitlijsten gebeurde, was disco was toen een opkomend genre en Finch wist naar eigen zeggen dat hij en Casey "een nieuw geluid" aan het creëren waren.
"Get Down Tonight" werd een nummer 1-hit in de Amerikaanse Billboard Hot 100. Het succes waaide ook over naar het Nederlandse taalgebied; met in de Nederlandse Top 40 een 5e positie, en in de Vlaamse Radio 2 Top 30 een 13e positie.

## Tracklijst
- 7"

1. "Get Down Tonight" - 3:20
2. "You Don't Know" - 2:31

## NPO Radio 2 Top 2000
| Nummer met noteringen in de NPO Radio 2 Top 2000 | '00  | '01  |
| ------------------------------------------------ | ---- | ---- |
| Get Down Tonight                                 | 1601 | 1629 |

1. ↑  Een vetgedrukt getal geeft de hoogste notering aan.
2. ↑  2000 was het eerste jaar met een notering voor dit nummer.
3. ↑  Deze tabel is bijgewerkt tot en met de laatste editie (2024).